# Finlands CP-förbund

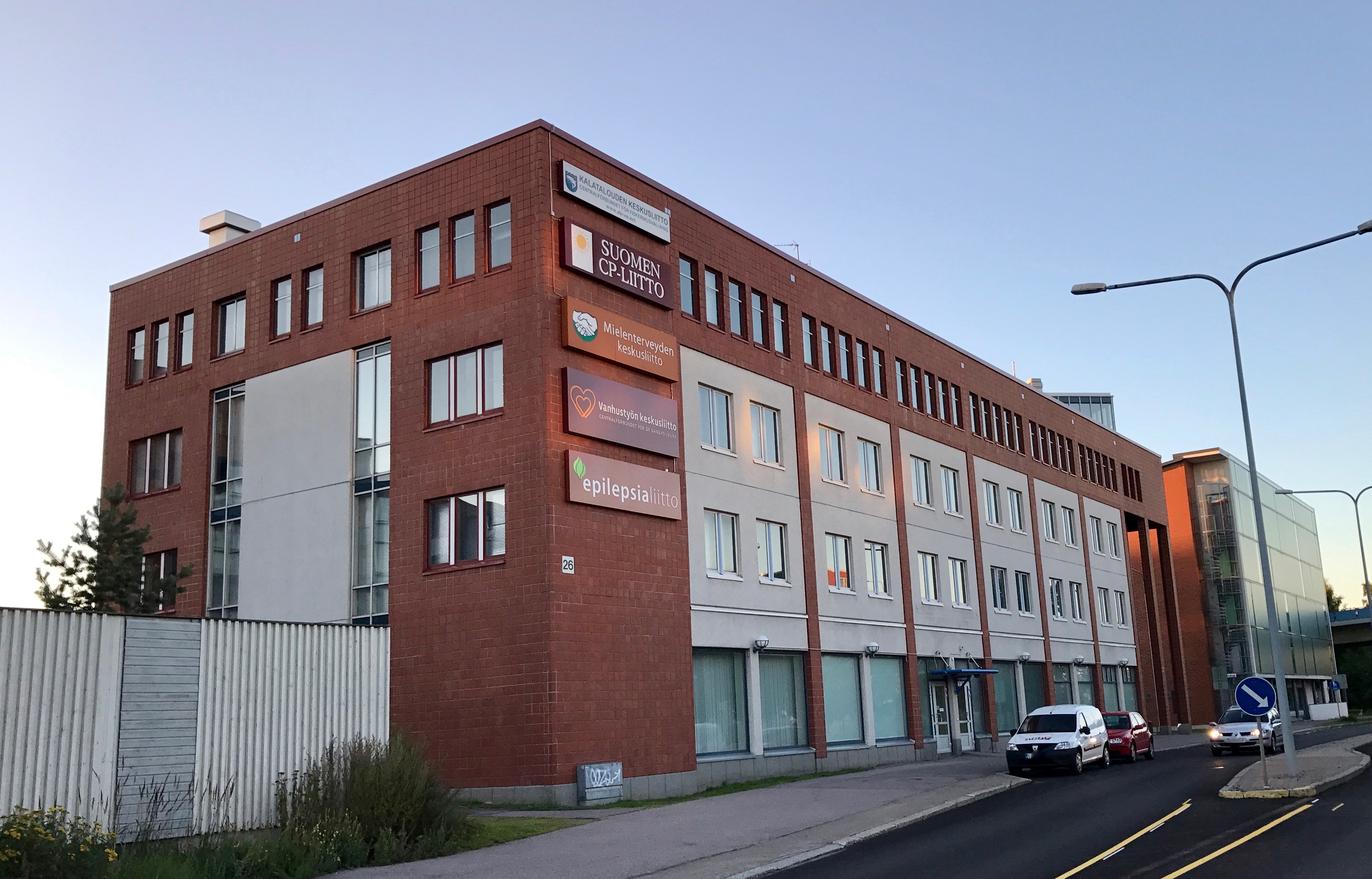
Finlands CP-förbunds huvudkontor i Malm i Helsingfors.

Finlands CP-förbund (finska: Suomen CP-liitto) är en finländsk registrerad förening som har till ändamål att verka för CP-, MMC- och hydrocefalus-skadade barn, ungdomar och vuxna. 
Finlands CP-förbund, som har sitt säte i stadsdelen Malm i Helsingfors, grundades 1965 och finansieras av Social- och hälsoorganisationernas understödscentral.